# Vlkonice (přírodní památka)
Vlkonice jsou přírodní památka v Šumavském podhůří (Bavorovská vrchovina), poblíž vesnice Vlkonice, místní části obce Budětice v okrese Klatovy. Chráněné území se rozkládá zhruba půl kilometru východně od Vlkonic, na ssz. úbočí kopce Vrch (584 m). Důvodem vyhlášení přírodní památky je ochrana kriticky ohroženého druhu rostliny – hořečku mnohotvarého českého (Gentianella praecox subsp. bohemica) a společenstva mezofilních luk s výskytem hořce brvitého (Gentianopsis ciliata), zimostrázku alpského (Polygala chamaebuxus) a jalovce obecného (Juniperus communis).